# 檜倉郡
檜倉郡（フェチャンぐん）は、朝鮮民主主義人民共和国平安南道に属する郡。

## 地理

### 隣接行政区
- 北 － 成川郡、新陽郡
- 東 － 新坪郡（黄海北道）
- 南 － 延山郡（黄海北道）
- 西 － 江東郡（平壌直轄市）

## 行政区域
1邑・4労働者区・16里を管轄する。
| - 檜倉邑（フェチャンウプ） - 百霊労働者区（ペンニョンノドンジャグ） - 石抗労働者区（ソカンノドンジャグ） - 新作労働者区（シンジャンノドンジャグ） - 火田労働者区（ファジョンノドンジャグ） - 佳雲里（カウンニ） - 九龍里（クリョンニ） - 内洞里（ネドンニ） - 大谷里（テゴンニ） - 大徳里（テドンニ） - 大峯里（テボンニ） | - 徳連里（トンニョンニ） - 文語里（ムノリ） - 松洞里（ソンドンニ） - 崇仁里（スンインニ） - 新成里（シンソンニ） - 陽春里（ヤンチュンニ） - 静山里（ジョンサンニ） - 芝洞里（チドンニ） - 択仁里（テギンニ） - 回雲里（フェウンニ） |

## 歴史
檜倉郡は、第二次世界大戦後、北朝鮮によって新設された郡である。
1945年8月時点では平安南道成川郡と黄海道谷山郡の一部にあたる。
1952年12月、平安南道成川郡の崇仁面・大谷面・陵中面全域と九龍面の一部、黄海道谷山郡鳳鳴面の一部を合わせ、檜倉郡（1邑18里）として新設された。郡創設当時の檜倉邑は陵中面徳連里に置かれた。
1956年には1里を江東郡に移管。また、このとき檜倉邑を新興労働者区に移した。
2003年時点で、1邑4労働者区16里から構成されている。

### 年表
この節の出典
- 1952年12月 - 郡面里統廃合により、平安南道成川郡崇仁面・大谷面・陵中面および九龍面の一部、黄海道谷山郡鳳鳴面の一部地域をもって、平安南道檜倉郡を設置。檜倉郡に以下の邑・労働者区・里が成立。(1邑1労働者区17里)
  - 檜倉邑・新興労働者区・佳雲里・九龍里・回雲里・召南里・松洞里・三陽里・隆中里・大徳里・順昌里・花尋里・大谷里・文語里・芝洞里・崇仁里・帰仁里・新成里・静山里
- 1954年 - 静山里の一部が分立し、択仁里が発足。(1邑1労働者区18里)
- 1956年 (1邑17里)
  - 順昌里が江東郡に編入。
  - 檜倉邑が徳連里に降格。
  - 新興労働者区・帰仁里が合併し、檜倉邑が発足。
- 1981年 (1邑17里)
  - 隆中里が陽春里に改称。
  - 三陽里が内洞里に改称。
  - 召南里が大峯里に改称。
- 1990年 (1邑4労働者区17里)
  - 花尋里・文語里の各一部が合併し、百霊労働者区が発足。
  - 択仁里の一部が分立し、石抗労働者区が発足。
  - 檜倉邑・崇仁里の各一部が合併し、新作労働者区が発足。
  - 檜倉邑・新成里の各一部が合併し、火田労働者区が発足。
- 1993年 - 花尋里が大谷里に編入。(1邑4労働者区16里)